# Erigorgus lubricus
Erigorgus lubricus là một loài tò vò trong họ Ichneumonidae.